# Velo Veronese
Velo Veronese (velenceiül Veło Veronexe) település Olaszországban, Veneto régióban, Verona megyében. Lakosainak száma 782 fő (2023. január 1.). Velo Veronese Badia Calavena, Rovere Veronese, Selva di Progno és San Mauro di Saline községekkel határos.

## Népesség
A település népességének változása:
| Lakosok száma | 759  | 748  | 782  |
|               | 2017 | 2018 | 2023 |